# IN MY STYLE
『IN MY STYLE』（インマイスタイル）はCALLのファースト・アルバムである。1995年2月22日にソニー・ミュージックエンタテインメント/HIT STREETよりリリースされた。
この項目では2014年に復刻された『IN MY STYLE +4』も合わせて記述する。

## 解説
男性デュオのCALL（櫻井茂雄、小林基弘）のメジャーデビュー初のアルバムである。
1995年4月1日『JAPANESE DREAM』スーパーグランプリを獲得した1stシングル「僕に必要なもの」と2ndシングル「Silent Star」が収録されている（「僕に必要なもの」はアルバムバージョンを収録）。10曲目に収録されている「LIFE」は映画「時の輝き」の楽曲コンペに参加するため原作をイメージして制作された（CALLのfacebook、2020年4月28日の投稿より）。
「Parallel Line」のみ櫻井のソロ名義『SAKU』のTricycle ENTERTAINMENT /ビクターエンタテインメント株式会社から2001年3月23日発売した『Here and Now』に再収録されている。

### 『IN MY STYLE +4』
2014年5月31日の公式HPの告知から、このアルバムが2014年10月30日に4曲追加込みで復刻となった。特典は「Blu-spec CD2」「ボーナス・トラックを4曲収録」「『IN MY STYLE +4』『僕が歌う理由+5』W購入特典：アーティスト直筆サイン色紙」。

## 収録曲
1. 僕に必要なもの 【6:52】
  - 作詞: 櫻井茂雄、作曲: 櫻井茂雄、編曲: CALL・門倉聡・岩崎琢
  - テレビ朝日『マカデココ』エンディングテーマ曲
2. ポニーテールの君へ 【5:06】
  - 作詞: 小林基弘、作曲: 櫻井茂雄、編曲: CALL・門倉聡
3. ほんの一秒でかまわない 【5:29】
  - 作詞: 櫻井茂雄、作曲: 櫻井茂雄、編曲: CALL・門倉聡
4. その笑顔に　I LOVE YOU 【5:14】
  - 作詞: 櫻井茂雄、作曲: 櫻井茂雄、編曲: CALL・門倉聡
5. 枯れ葉にのせて 【5:21】
  - 作詞: 櫻井茂雄、作曲: 櫻井茂雄、編曲: CALL・門倉聡
6. Light Blue Time 【4:54】
  - 作詞: 櫻井茂雄、作曲: 櫻井茂雄、編曲: CALL・門倉聡
  - 京阪電鉄TVCFイメージソング、テレビ朝日『紺野美沙子の科学館』エンディングテーマ曲
7. 君と一緒に 【4:43】 
  - 作詞: 小林基弘、作曲: 小林基弘、編曲: CALL・門倉聡
8. Silent Star 【5:00】
  - 作詞: 櫻井茂雄、作曲: 櫻井茂雄、編曲: CALL・門倉聡
  - テレビ朝日『トゥナイト2』エンディングテーマ曲
9. Parallel Line  【4:54】
  - 作詞: 櫻井茂雄、作曲: 櫻井茂雄、編曲: CALL・門倉聡
10. LIFE【6:03】
  - 作詞: 櫻井茂雄、作曲: 櫻井茂雄、編曲: CALL・門倉聡
  - テレビ東京『特選！ぶらり旅』エンディングテーマ

### 『IN MY STYLE +4』のみの追加
Bonus Tracks
11.僕に必要なもの（Single Version）
12.LIFE（Single Version）
13.僕に必要なもの（オリジナル・カラオケ）
14.Silent　Star（オリジナル・カラオケ）